# Хилов, Константин Львович
Константин Львович Хилов (Хилов-Корде; 15 [27] сентября 1893, Кронштадт, Санкт-Петербургская губерния — 21 декабря 1975, Ленинград) — советский врач-оториноларинголог, заслуженный деятель науки РСФСР (1947).

## Биография
Константин Львович Хилов (Хилов-Корде) родился 15 (27) сентября 1893 года в Кронштадте.
Еще в период обучения в Военно-медицинской академии выполнял на фронте задания Главного санитарного управления, за проявленную храбрость в 1916 году был удостоен боевых наград. В 1917 году окончил академию и был направлен в Бобруйский полк в качестве младшего врача. В должности военного врача участвовал в оказании медицинской помощи раненым на Южном, Западном фронтах, в Карелии. С 15 октября 1918 года — в рядах РККА.
Проходил специализацию на кафедре ушных, горловых и носовых болезней ВМА под руководством В. И. Воячека. С 1923 года — ассистент, с 1957 по 1969 год — начальник кафедры оториноларингологии Военно-медицинской академии.
С 1934 по 1957 год — заведующий кафедрой оториноларингологии 2-го Ленинградского медицинского института, одновременно научный руководитель и заместитель по научной части директора Ленинградского НИИ по болезням уха, горла, носа и речи.
В годы Великой Отечественной войны консультант эвакогоспиталей Ленинградского фронта. Военврач 2 ранга.
С 1957 года по рекомендации академика АМН СССР В. И. Воячека возглавил кафедру оториноларингологии Военно-медицинской академии имени С. М. Кирова. С 1970 года являлся научным консультантом этой же кафедры.
Умер 21 декабря 1975 года в Ленинграде; похоронен на Богословском кладбище Санкт-Петербурга (участок 30).

### Семья
Жена — Милица Сергеевна Коломойцева, солистка Михайловского театра;
- дочь Юлиана, доцент кафедры гистологии Военно-медицинской академии[10].

## Научная деятельность
В 1924 году защитил диссертацию на степень доктора медицины «К вопросу об изменении слуха при повышении атмосферного давления». В 1936 году ему присвоена ученая степень доктор медицинских наук. В 1938 году присвоено ученое звание профессор. Автор более 140 научных работ по теоретическим и практическим проблемам оториноларингологии.
Во время Великой Отечественной войны предложил оригинальные приёмы диагностики и удаления огнестрельных инородных тел из труднодоступных отделов ЛОР-органов и основания черепа.
Внёс значительный вклад в изучение вопросов авиационной медицины, в частности, имеющих значение для отбора и тренировки лётчиков. Сконструировал особые качели, которые состоят из четырёх параллельных и подвижных на осях брусков, к ним прикреплена доска с сидением, куда усаживают исследуемого; благодаря такому устройству брусков, качели при своих раскачиваниях остаются всё время параллельными полу, приподнимаясь над ним и опускаясь то выше, то ниже. Впервые указал на ведущее значение кумуляции ускорения Кориолиса в развитии укачивания космонавтов (1961).
Разработал оригинальные методы слухулучшающих операций, предложил новые инструменты и оптические приборы для микрохирургии уха. За усовершенствование и широкое внедрение в лечебную практику операций по восстановлению слуха у больных отосклерозом был удостоен Ленинской премии.
Хилов — создатель крупной научной школы. Под его руководством выполнено 10 докторских и 32 кандидатские диссертации. Выступал с докладами на международных конгрессах в Москве, Польше (1952), Франции (1953), Мексике (1954) и США (1957). Являлся председателем правления Ленинградского, членом правлений Всесоюзного и Всероссийского обществ оториноларингологов. Был почётным членом научных обществ, в частности, Польского научного общества и Чехословацкого научного общества им. Я. Пуркине.

### Избранные труды
- Опыт двойного вращения // Журнал ушных, носовых и горловых болезней. — 1929.
- К вопросу о роли и значении вестибулярного аппарата в авиации // Тр. секции авиамедиков. — 1938.
- Вестибулометрия при профессиональном отборе на лётную службу // Сб. тр. / Центр. науч. психофизиологич. лаборатория по изучению лётного труда ГВФ СССР. — М., 1936.
- Кора головного мозга в функции вестибулярного анализатора. — М.; Л., 1952.
- Избранные вопросы теории и практики космической медицины с позиций лабиринтологии. — Л., 1964.
- Отосклероз. — 2-е изд. — Л., 1965.
- Функция органа равновесия и болезнь передвижения. — Л., 1969.

## Награды
- Георгиевская медаль (1916)[5]
- Георгиевский крест 4-й степени (1916)[5]
- Орден Ленина[1]
- Орден Красной Звезды (6.12.1943)[1]
- Орден «Знак Почёта» (31.10.1967)[1]
- Медали, в том числе:
  - «За оборону Ленинграда» (22.12.1942)[1]
  - «За победу над Германией» (9.5.1945)[1]
- заслуженный деятель науки РСФСР (1947)[2]
- Ленинская премия (1964) — за совершенствование и внедрение в практику слухоулучшающих операций у больных отосклерозом[2][4].
- Большая золотая медаль им. Я. Пуркинье университета в Брно (ЧССР, 1970)[2] — за работу «Функция органа равновесия и болезнь передвижения»[9].

## Память
В честь 100-летия со дня рождения К. Л. Хилова съезд оториноларингологов России 1995 года был проведён в Санкт-Петербурге.
На фасаде павильона ЛОР-кафедры и клиники СПб ГМА имени И. И. Мечникова в 2004 году установлена мемориальная доска К. Л. Хилову.
В музее ЛОР-кафедры СПб ГМА имени И. И. Мечникова создана экспозиция, посвящённая К. Л. Хилову.